# Рейнський монетний союз
Рейнський монетний союз (нім. Rheinischer Münzverein) — монетний союз, укладений рейнськими курфюрстами: архієпископом Майнца Адольфом I, архієпископом Кельна Фрідріхом III, архієпископом Тріра Куно і пфальцграфом Рупрехтом I з метою одноманітності та гарантії чеканки. Спілку укладено 8 червня 1386. В 1419 до союзу приєднався Юліх, а в 1420 — Кельн. Спочатку Рейнський монетний союз карбував лише золотий рейнський гульден, а пізніше також додався срібний білий пфеніг. Невдовзі рейнський гульден був прийнятий як імперська золота монета (рейхсгульден) по всій Священній Римській імперії та використовувався як розрахункова грошова одиниця в контрактах і документах до XVII століття.
На гульденах, що карбувалися членами союзу, зображалися герби всіх його членів. На аверсі зображувався Іоанн Хреститель, пізніше — апостол Петро або Христос. Гульдени союзу використовувалися в обігу у багатьох німецьких державах.

## Історія
Курфюрсти Кельна, Тріра та Пфальца вперше отримали право карбувати золоту монету (нім. Goldmünzprivileg) від імператора Карл IV (1346—1378), у винагороду за підтримку на виборах. Трір отримав привілей 25 листопада 1346 року, Кельн — 26 листопада 1346 року. Пізніше аналогічний привілей отримав Майнц — 22 січня 1354 року. В подальшому в 1556 році ці права були підтверджені імператорською Золотою буллою. Не пізніше 1354 року ці курфюрства почали карбувати власні золоті монети — гульдени, які стали прообразом рейнського гульдена, спільної монети Рейнського монетного союза. По своїй вазі та пробі золота і загальному вигляду ці гульдени були дуже подібні до флорентійського флорина, стандартної європейської золотої монети.
Вже у 1372 році архієпископи Тріра та Кельна створили монетний союз для стандартизації карбування і гарантії якості своїх монет. Союз карбував золоті гульдени із зображенням святого Петра на аверсі, а також срібні монети (білі пфенінги).
8 червня 1386 року вже четверо рейнських курфюрстів — Куно Трірський, Фрідріх III Кельнський, Адольф Майнцький і Рупрехт I Пфальцький заснували перший Рейнський монетний союз (нім. rheinische Münzverein), за зразком якого аж до першої половини XVI століття створювались наступні об'єднання. Територія Рейнського монетного союзу простягалася вздовж Рейна від Нойса на півночі до Вормса на півдні, та на захід від Рейна по річці Мозель до Кохема і на схід по річці Майн до Хехста (сучасний західне передмістя Франкфурта).
Головною монетою Рейнського союзу став золотий рейнський гульден — з кельнської марки (233,856 г. золота чистотою в 23½ карата) карбували 66 золотих монет 979 проби і вагою в 3,543 грам. Відповідно, кожна монета містила біля 3,469 г.⁠ чистого золота.
Вага монет Рейнського монетного союзу залишалася незмінною до 1417 року, але проба була зменшена до 23 каратів (3,396 г. чистого золота), відтак у 1399 році до 22½ каратів (3,322 г.) і у 1409 році до 22 каратів (3,248 г.). У 1419 році з однієї кельнської марки золота в 19 карат карбували вже 67 гульденів, отже кожна монета містила 2,76 г чистого золота. Дизайн монети також змінився, типову для флорентійських флоринів лілію замінив трилисник⁠, що містив посередині герб монетного двору, що викарбував монету, та герби трьох інших монетних дворів асоціації на листях. В 1419 році зображення св. Іоана було замінено на св. Петра, якого, в свою чергу, пізніше змінило зображення Христоса.
В результаті масштабного карбування, золоті рейнські гульдени Рейнського монетного союзу набули в XIV—XV століттях великого значення і стали основною валютою Рейнської області та дуже популярною монетою в усій Німеччині. Через нестачу золота наприкінці XV та XVI сторіччя виник дефіцит гульденів, і їх навіть карбували зі зменшеним майже вдвічі вмістом золота.